# Martin Stenmarck
Martin Olof Jon Stenmarck (né le 3 octobre 1972 à Täby, dans le comté de Stockholm) est un chanteur et comédien de doublage suédois. Il a représenté la Suède au Concours Eurovision de la chanson 2005 avec la chanson Las Vegas, terminant 19e sur 24 pays participants. 
En 2006, il sort son premier single en suédois, 7milakliv, qui est devenu l'un des plus grands hits de l'année en Suède. Le single a été certifié disque de platine et a passé 10 semaines à la première place du classement officiel du pays.
L'album Nio sanningar och en lögn (Neuf vérités et un mensonge) s'est classé en tête et a atteint le niveau de disque d'or. 
Il a également entrepris une carrière comédien de doublage et a notamment prêté sa voix pour la version suédoise de Flash McQueen dans le film Disney Cars.
En 2014, il est participe au Melodifestivalen 2014 avec la chanson "När änglarna går hem" et arrive en deuxième chance.

## Famille
Martin Stenmarck est en couple avec l'artiste Hanna Hedlund. Ensemble, ils ont eu trois enfants: Ida (née 2004), Love (née 2006) et Saga (née 2012).

## Discographie

### Singles
- 1990 - En bomb / Breakdown
- 2002 - The Cure For You (#38)
- 2002 - Losing Game
- 2003 - I'm Falling
- 2004 - I ljus och mörker (avec Viktoria Krantz)
- 2004 - That's When I Love You
- 2004 - I Believe
- 2005 - Las Vegas (#1)
- 2006 - 7milakliv (#1)
- 2007 - Nästa dans (#32)
- 2007 - Ta undulaten
- 2007 - 100 år från nu (blundar) (#1)
- 2008 - Rubb och stubb (#26)
- 2008 - A Million Candles Burning (#1)
- 2009 - 1000 nålar
- 2010 - Andas
- 2010 - Everybody's Changing (#27)
- 2011 - Tonight's the Night
- 2014 - När änglarna går hem (#41)

### Extended Play
- 2005 - Upp och ner sånger

### Albums
- 2002 - One
- 2003 - One (version internationale avec le titre I'm Falling)
- 2004 - Think Of Me (#25)
- 2005 - Think Of Me (avec Las Vegas) (#9)
- 2006 - Nio sanningar och en lögn (#1)
- 2007 - Nio sanningar och en lögn (avec l'ajout de trois remixes)
- 2007 - Det är det pojkar gör när kärleken dör (#4)
- 2009 - Septemberland

### Autres apparition
- 1997 - West Side Story (Vem vet?, Maria et Bara du (i natt))
- 2001 - Rhapsody In Rock Completely Live (You're The Voice)
- 2003 - Rhapsody In Rock The Complete Collection (Dance With The Devil)
- 2004 - Arn de Gothia (générique télévisé)
- 2005 - Svenska musikalfavoriter (Maria de West Side Story)